# Buasjögyl
Buasjögyl är en sjö i Karlshamns kommun i Blekinge och ingår i Bräkneån-Mieåns kustområde. Sjön är 2,1 meter djup, har en yta på 0,0448 kvadratkilometer och är belägen 105 meter över havet.